# Delia atra
Delia atra är en tvåvingeart som beskrevs av Judin 1976. Delia atra ingår i släktet Delia och familjen blomsterflugor. Inga underarter finns listade i Catalogue of Life.